# Fernando Olivera
Luis Fernando Olivera Vega (Lima, 26 de julio de 1958) es un administrador de empresas y político peruano. Líder del Frente de la Esperanza, fue ministro de Relaciones Exteriores y ministro de Justicia durante el gobierno de Alejandro Toledo. Fue también diputado por Lima en dos periodos seguidos (1985-1992); congresista constituyente (1992-1995); y congresista de la República durante dos periodos consecutivos (1995-2001). 

## Biografía
Nació en la ciudad de Lima, el 26 de julio de 1958. Es hijo de Luis Olivera Balmaceda y Zoila Vega Zavala.
Realizó sus estudios escolares en una escuela fiscal de Magdalena, en la Gran Unidad Escolar Pedro Gálvez Egúsquiza; en el colegio particular Tomás Alva Edison y en el Colegio Cooperativo Monterrico.
En 1980, se graduó de administrador de empresas en la Universidad del Pacífico. Obtuvo una maestría, en la Universidad Complutense de Madrid, en la especialidad de Relaciones Internacionales en el 2008.

## Vida política
Su actividad política la inició a temprana edad, como fundador del Frente Estudiantil Independiente en la Universidad del Pacífico. Asimismo, de 1977 a 1981, integró la Comisión Nacional de Juventudes del Partido Popular Cristiano, partido del que fue secretario nacional de Prensa y Difusión, así como miembro de su comisión política (1984-1985).
A los veintiún años, siendo aún estudiante de la Universidad del Pacífico, ejerció la secretaría general de la Fiscalía de la Nación desde 1981 hasta 1985). Captando notoriedad al descubrir en Ayacucho una fosa con los restos de decenas de campesinos de Pucayacu (Masacre de Pucayacu) asesinados por miembros de la Marina de Guerra.

### Diputado por Lima
Para las elecciones generales de 1985, Olivera decide participar por primera vez en la política como candidato a la Cámara de Diputados por Convergencia Democrática, coalición entre el Partido Popular Cristiano y el Movimiento de Bases Hayistas liderados por Luis Bedoya Reyes como candidato presidencial. Luego, Olivera resultó elegido como diputado con 15,048 votos, siendo el parlamentario más joven, para el periodo parlamentario 1985-1990.
Durante este periodo, Olivera se caracterizó por ser un fuerte opositor al primer gobierno de Alan García. Lo que generó enfrentamientos con políticos apristas, entre ellos el exministro Rómulo León Alegría, quien organizó una pelea en el pleno desatando su furia contra Olivera. Desde entonces, Olivera generó polémica y fama en el ámbito político.
En 1990, Olivera decidió fundar su propio partido político. El Frente Independiente Moralizador (FIM), cuyo objetivo primordial era la lucha contra la corrupción política, siendo su símbolo una escoba de paja. Luego, en las elecciones parlamentarias de 1990, Olivera postuló a la reelección encabezando la lista parlamentaria del FIM. Como parte de su campaña electoral utiliza el sobrenombre de "Popy" con frases como "Popy Olivera al Congreso" o "Vota por Fernando Popy Olivera". Olivera resultó elegido como diputado, siendo el más votado con 225,550 votos, para el periodo 1990-1995.
Durante su labor en la Cámara de Diputados, conformó la comisión del Congreso encargada de investigar las propiedades del expresidente Alan García, así como de las acusaciones de corrupción y de irregularidades de su primer mandato. Sus enfrentamientos con aquel político permanecieron por varios años.
El 5 de abril de 1992, su cargo como diputado fue disuelto tras el cierre inconstitucional del Congreso de la República decretado por dictador Alberto Fujimori. Luego del golpe, Olivera junto a los diputados disueltos se mostraron en contra de la medida de Fujimori y manifestaron su rechazo al golpe de Estado.

### Congresista Constituyente
Cuando Alberto Fujimori anunció la convocatoria a elecciones parlamentarias para la creación de un Congreso Constituyente Democrático, Olivera anunció su participación con el fin de enfrentar al fujimorismo. En la elección, fue elegido congresista constituyente para el periodo 1992-1995. 
Durante este periodo parlamentario, se avaló la Constitución Política de 1993 y conformó la Comisión Constitucional presidida por Carlos Torres y Torres Lara.

### Congresista de la República
En las elecciones generales de 1995, fue elegido congresista de la república para el periodo parlamentario 1995-2000.
Durante su labor en el Congreso, fue integrante de las comisiones de Economía y Constitución. En mayo de 1997, durante la votación en contra de los magistrados del Tribunal Constitucional destituidos ilegalmente por la mayoría fujimoristas, Olivera fue suspendido tras haber insultado al entonces presidente del Congreso Víctor Joy Way.
Fue reelegido en las elecciones parlamentarias del 2000, siendo el tercer más votado de las elecciones con 348,653 votos, para el periodo 2000-2005.
Durante la tercera juramentación de Alberto Fujimori, Olivera junto a varios congresistas de la oposición se retiraron del hemiciclo para luego participar en la ya convocada Marcha de los Cuatro Suyos encabezada por Alejandro Toledo.

#### Difusión de los vladivideos
El 14 de septiembre de 2000, casi dos meses después de que Alberto Fujimori jurara por tercera vez consecutiva como presidente de la república, Olivera decidió convocar a una conferencia de prensa organizada en el Gran Hotel Bolívar. Junto a Luis Iberico y la ex primera dama Susana Higuchi, difundieron a nivel nacional el primer vladivideo, donde se aprecia a Vladimiro Montesinos entregando dinero a Alberto Kouri. Al momento de la presentación del video, el líder del FIM señaló que «hoy estamos liberando al Perú del yugo de esta mafia», en alusión al gobierno de Fujimori.
Luego de la renuncia de Alberto Fujimori a la presidencia de la república mediante un fax desde Japón, en noviembre del 2000, su cargo legislativo fue reducido hasta el 2001. Año en que se realizaron nuevas elecciones generales.

### Ministro de Justicia
Luego de no tener éxito en las elecciones del 2001, Olivera y su partido decidieron apoyar a Alejandro Toledo quien luego resultó elegido presidente de la república y el 28 de julio del 2001, Olivera fue nombrado por Toledo como ministro de Justicia en el primer gabinete ministerial encabezado por Roberto Dañino Zapata. 
En su gestión como ministro, indemnizó a los familiares y víctimas de la masacre ocurrida en Barrios Altos durante el gobierno fujimorista.
Permaneció en el cargo hasta el 21 de julio del 2002, donde fue reemplazado por Fausto Alvarado quien también era miembro del FIM.

### Embajador en España
El 27 de septiembre del 2002, fue nombrado embajador del Perú en España. Permaneció en el cargo hasta el 11 de agosto del 2005. Tuvo una polémica al golpear a una reportera con la puerta de su automóvil.
También recibió el título de embajador concurrente ante Andorra.

### Ministro de Relaciones Exteriores
Su último cargo, en el gobierno de Alejandro Toledo, se dio el 11 de agosto del 2005. Día en el que fue nombrado como ministro de Relaciones Exteriores en reemplazo de Manuel Rodríguez Cuadros.
A escasos minutos de haber jurado el cargo, el entonces presidente del Consejo de Ministros, Carlos Ferrero Costa, renunció al cargo luego de que días antes, anunció que no quería a Olivera en su gabinete. Tras su renuncia, obligó a renunciar a todo su gabinete ministerial, incluyendo a Olivera quien fue calificado como Popy el Breve y fue reemplazado el 16 de agosto de 2005 por Óscar Maúrtua.

## Candidaturas presidenciales

### 2001
Para las elecciones generales del 2001, Olivera anunció por primera vez su candidatura presidencial por el Frente Independiente Moralizador. En su plancha presidencia confirmó como vicepresidentes al exalcalde de Lima Ricardo Belmont y al expresidente de la Cámara de Comercio de Lima, Eduardo Iriarte Jiménez. Sin embargo, la candidatura no logró pasar al balotaje tras quedar en cuarto lugar de las preferencias.
Para el balotaje, Olivera decidió apoyar a Alejandro Toledo de Perú Posible, quien enfrentaba a Alan García del Partido Aprista Peruano en segunda vuelta. Luego del triunfo de Toledo, Olivera decidió hacer una alianza con el partido de Toledo.

### 2016
En el 2015, presentó nuevamente su candidatura presidencial, por el Frente Esperanza, para las elecciones generales del 2016. Los candidatos a la primera y segunda vicepresidencia de la república fueron el exgobernador del Cusco Carlos Cuaresma y la exdiputada Juana Avellaneda Soto. Celebrados los comicios, alcanzaron 203 103 votos. Dado que el umbral electoral es del 5 %, el partido perdió su inscripción en el Jurado Nacional de Elecciones. Olivera anunció que volvería a inscribir al partido para las elecciones del 2021.

### 2021
El 30 de octubre del 2020, el Jurado Nacional de Elecciones aprobó el padrón de afiliados del Frente de la Esperanza 2021, nuevo partido de Olivera, para poder ser inscrito y participar en las elecciones generales del 2021. Al día siguiente, Olivera anunció que se iba a postular a la presidencia del Perú. Sin embargo, el 24 de diciembre del 2020, la candidatura fue excluida de las elecciones tras no cumplir con los requisitos de registro para poder participar en las elecciones generales.

## Controversias

### Incidente de las falsas cartas de la Iglesia católica
En los años 2000, representantes de la Iglesia católica local denunciaron a Olivera por estar involucrado en el envío de falsas cartas en 2001 para supuestamente dañar al cardenal Juan Luis Cipriani. En 2010, Cipriani optó por cancelar la denuncia. Ante ese incidente, en 2020, prefirió «[no caer] en el juego de hablar de ese tema».

### Caso Odebrecht
En el 2019, se le abrió investigación preliminar por presuntamente estar involucrado en la trama de corrupción de Odebrecht al interferir a favor de dicha empresa para que se le adjudique la obra de la Interoceánica Sur durante el gobierno de Alejandro Toledo. En 2023, Olivera presentó un recurso de excepción de improcedencia de acción en la cual sostuvo que los hechos imputados en su contra no se enmarcaban en la figura de colusión agravada.

### Caso de difamación
En 2024, Olivera fue detenido, luego de regresar de España a Perú, por un juicio por difamación en Moquegua. Previamente, había sido declarado reo contumaz tras no presentarse en la instalación del juicio oral en 2023. Posteriormente, fue liberado.